# Montech
Montech è un comune francese di 5 546 abitanti situato nel dipartimento del Tarn e Garonna nella regione dell'Occitania.

## Società

### Evoluzione demografica
Abitanti censiti

## Monumenti

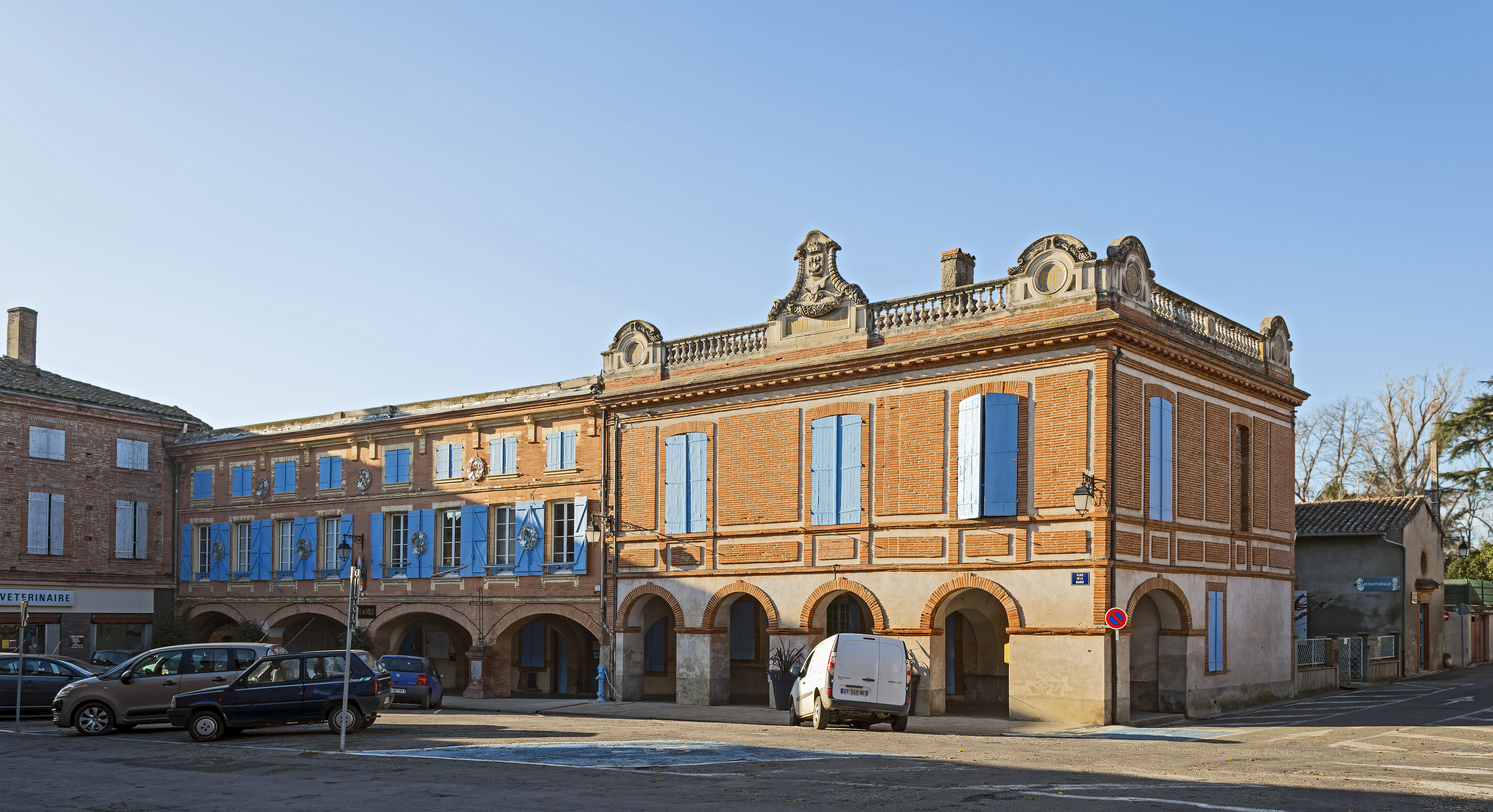
Municipio
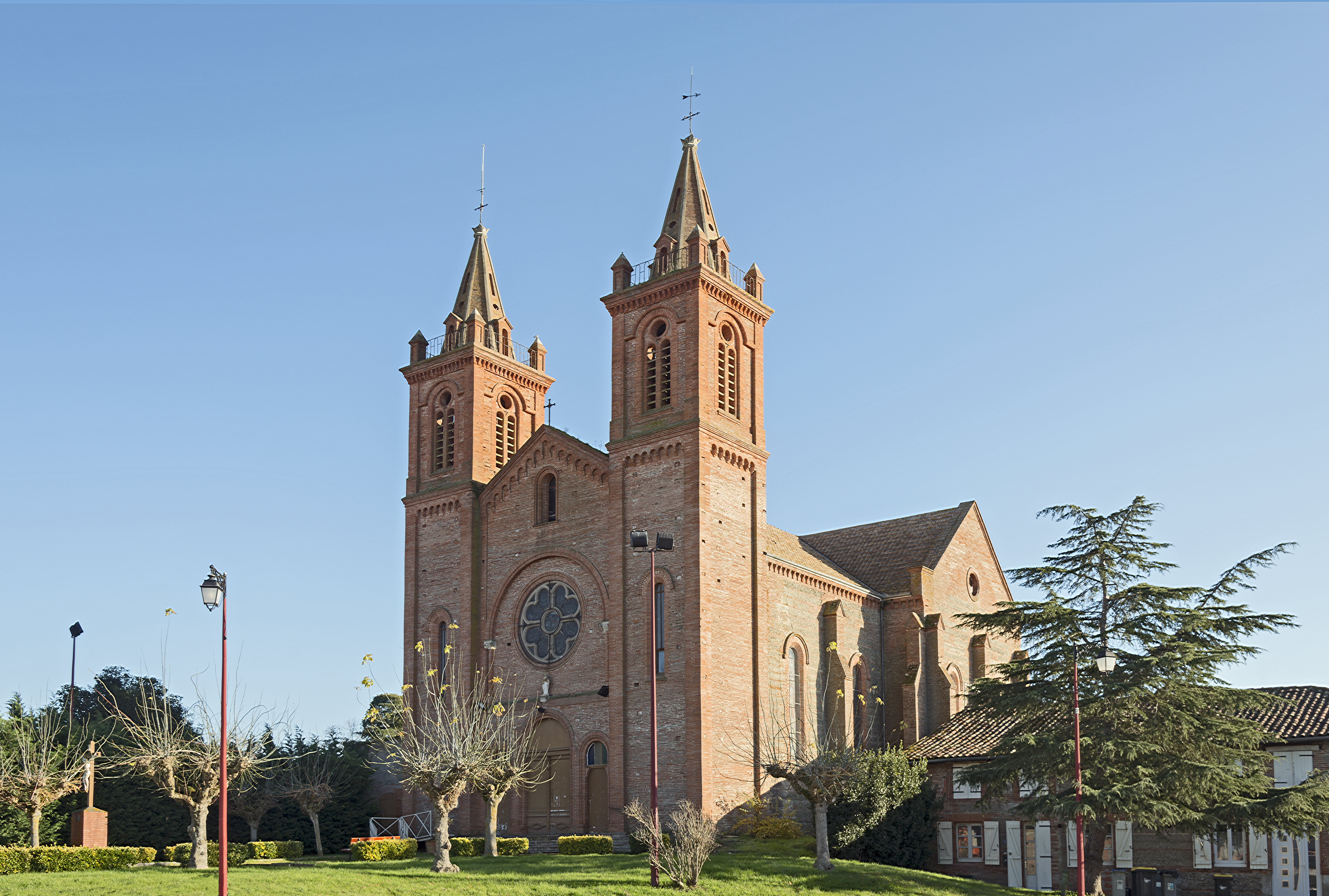
La chiesa di 'Nostra Signora di Feuillade'
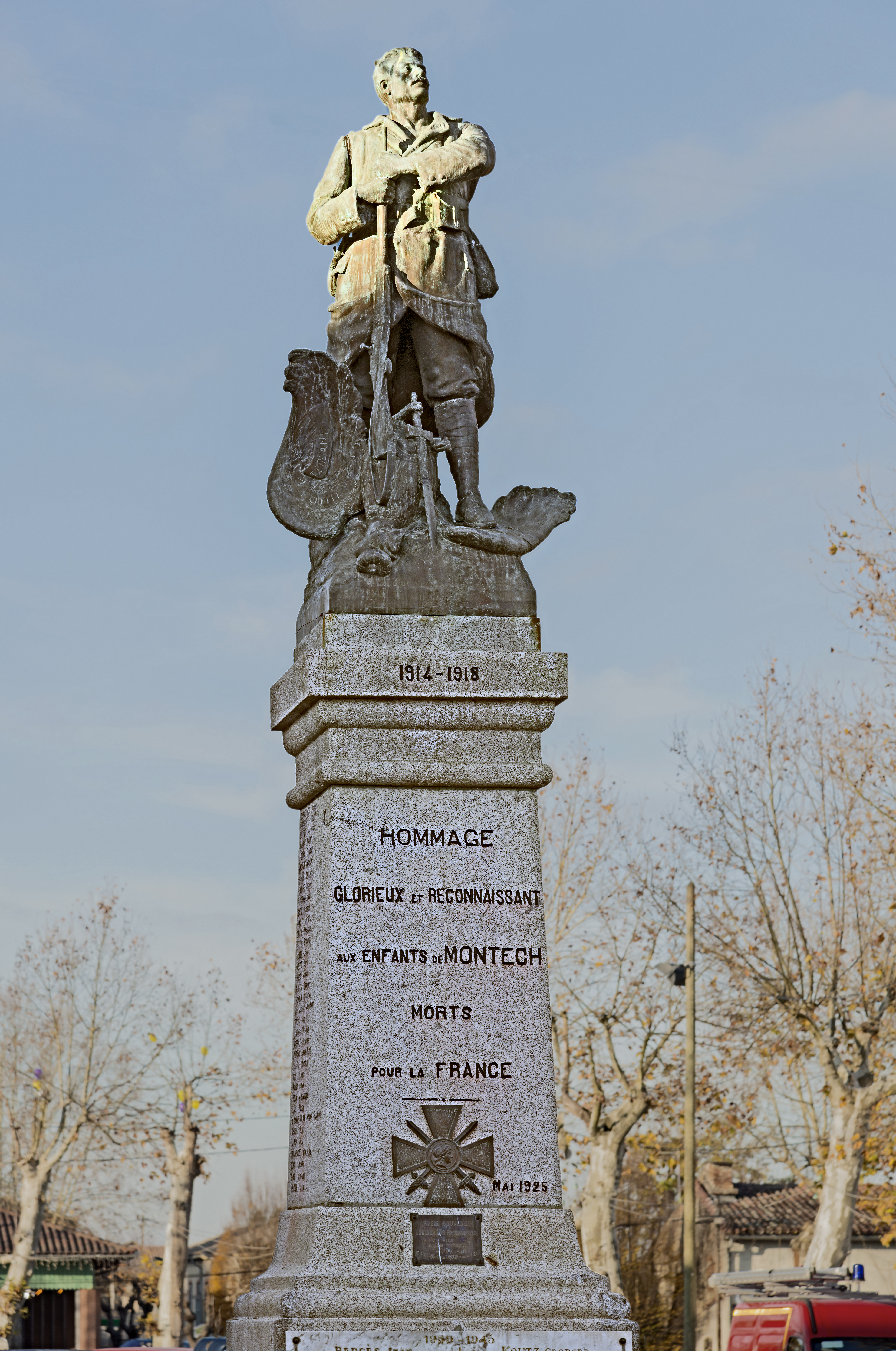
Il Monumento ai Caduti
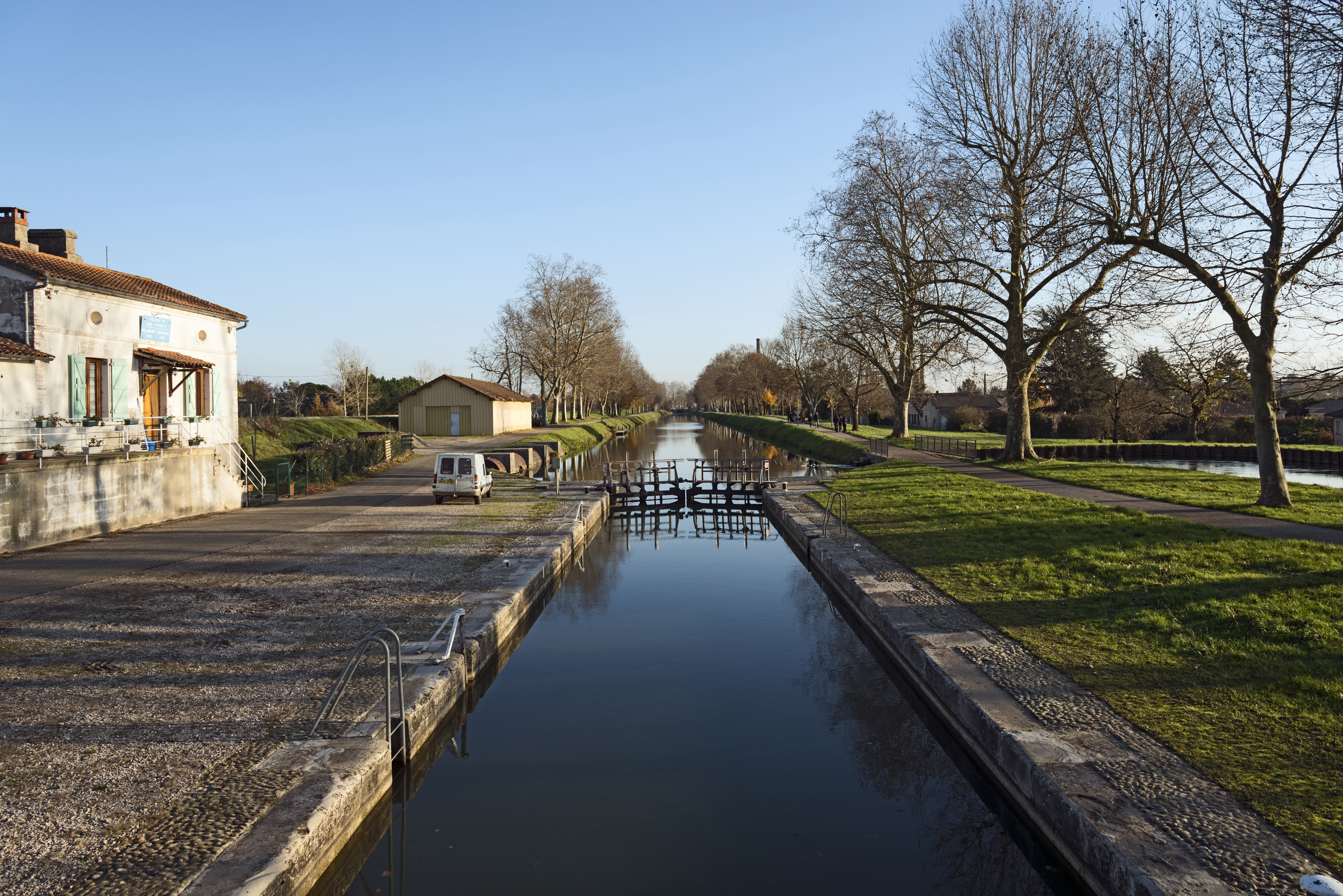
Serrature Canal di Peyrets
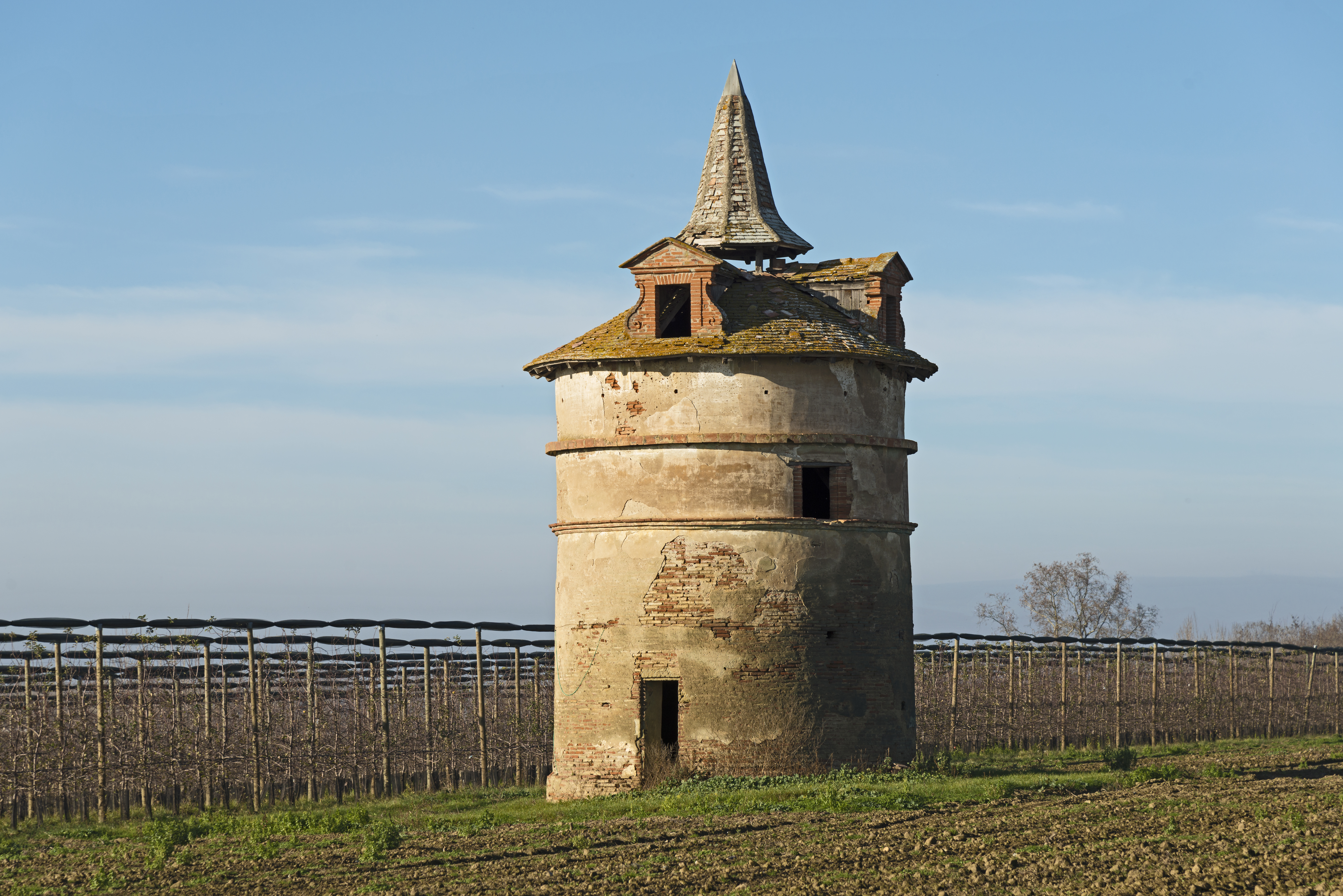
La colombaia di San Cry